# Donje Babine (Prijepolje)
Donje Babine (Servisch cyrillisch Доње Бабине) is een plaats in de Servische gemeente Prijepolje. De plaats telt 319 inwoners (2002).